# ويليام ميخائيل مورغان
ويليام ميخائيل مورغان (بالإنجليزية: William Michael Morgan)‏ هو كاتب أغاني ومغني أمريكي، ولد في 13 مايو 1993 في فيكسبيرغ في الولايات المتحدة.

## وصلات خارجية
- ويليام ميخائيل مورغان على موقع ميوزك برينز (الإنجليزية)